# كيم نجوين
كيم نجوين هو منتج أفلام وكاتب سيناريو ومخرج كندي، ولد في 1974 في أمكوي في كندا.

## وصلات خارجية
- كيم نجوين على موقع IMDb (الإنجليزية)
- كيم نجوين على موقع ألو سيني (الفرنسية)
- كيم نجوين على موقع أول موفي (الإنجليزية)
- كيم نجوين على موقع قاعدة بيانات الأفلام السويدية (السويدية)
- كيم نجوين على موقع قاعدة بيانات الفيلم (الإنجليزية)
- كيم نجوين على موقع كينوبويسك (الروسية)